# Филисити (Охајо)
Филисити (енгл. Felicity) град је у америчкој савезној држави Охајо.

## Демографија
По попису из 2010. године број становника је 818, што је 104 (-11,3%) становника мање него 2000. године.
| Група             | 2000.       | 2010.       |
| Белци             | 893 (96,9%) | 798 (97,6%) |
| Афроамериканци    | 8 (0,9%)    | 2 (0,2%)    |
| Азијати           | 1 (0,1%)    | 1 (0,1%)    |
| Хиспаноамериканци | 10 (1,1%)   | 10 (1,2%)   |
| Укупно            | 922         | 818         |